# Pilav

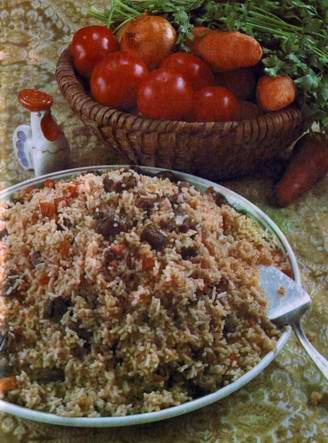
Pilav

Pilav is een (bij)gerecht uit het Midden-Oosten dat in Turkije, Perzië, India en Centraal Azië veel wordt gegeten. Het bestaat uit een graansoort, meestal rijst, die eerst wordt gefruit in olie en vervolgens onder toevoegen van bouillon gaar wordt gesmoord, afhankelijk van de landstreek met bepaalde kruiden, groenten, peulvruchten en vlees.
Pilav is verwant aan de Italiaanse risotto. Het woord is waarschijnlijk afkomstig van het Oud-Perzische woord pilau, wat 'rijst' betekent. In Turkije wordt de schotel die men dagelijks nuttigt 'sade pilav' genoemd.